# Клаудио Арау
Клаудио Леон Арау (шп. Claudio Arrau; Чиљан, 6. фебруар 1903 — Мирцушлаг, 9. јун 1991) био је пијаниста чилеанско-америчког порекла, познатији по својим интерпретацијама и великом репертоару који обухвата период од барока до композитора двадесетог века, посебно Бетовена, Шуберта, Шумана, Листа, Брамса и Дебисија. Сматра се за једног од највећих пијаниста двадесетог века.

## Живот и зачетак каријере
Клаудио је рођен у Чиљану 1903. године. Његов отац, Карлос Арау, је био оталмолог који је умро када је Клаудију имао годину дана. Његова мајка, Лукреција Леон Браво де Вилалба, је била професор клавира. Клаудио потиче из истанкнуте породице. Предак Клаудија, Лоренцо де Арау, је био послат у Чиле од стране шпанског краља, као шпански инжењер.
Арау је био чудо од детета. Свој први концерт одржао је са пет година. Са шест је свирао за неколико конгресмена и председника Педра Монта. Са осам година је послат да учи клавир у Немачкој, путујући са мајком и сестром. Похађао је конзерваторијум у Берлину где је био ученик Мартина Крауза, који је учио код Франца Листа. Са једанаест година свирао је Листове Трансцеденталне етиде, које се сматрају за једне од најтежих дела икада написаних за клавир. Након смрти Мартина Крауза, Клаудио је био разорен губитком свог ментора.
Године 1937, Арау се оженио мецосопраном Рут Шнејдер. Имали су три детета: Кармен (1836-2006), Марио(1940-1988) и Кристофер (1959). Са почетком Другог светског рата, породица Клаудија напушта Немачку и мигрирају у САД. Добили су америчко држављанство 1979. године.